# Morti nell'866
| Questa pagina contiene informazioni ricavate automaticamente dalle voci biografiche con l'ausilio del template Bio e di un bot. L'aggiornamento è periodico e automatico e ricostruisce completamente la pagina. Se manca una persona in questa lista, sei pregato di non aggiungerla, ma accertati piuttosto che la sua voce biografica contenga il template Bio e che i dati anagrafici siano correttamente compilati. Se il template Bio manca, inseriscilo tu stesso o, in alternativa, metti l'avviso {{tmp\|Bio}} che ne segnala la mancanza. Se i dati riportati sono sbagliati, correggi direttamente la voce biografica; le modifiche saranno visibili in questa lista entro pochi giorni. Per chiarimenti vedi il progetto biografie. La lista contiene solo le 14 persone che sono citate nell'enciclopedia e per le quali è stato implementato correttamente il template Bio. Pagina aggiornata al 26 giu 2025. |

- 21 aprile - Bardas, bizantino (n. 816)
- 27 maggio - Ordoño I delle Asturie, re (n. 830)
- 22 giugno - Emenone di Poitiers, conte
- 16 luglio - Irmengarda I di Frauenwörth, badessa tedesca
- 29 settembre - Carlo III di Aquitania, sovrano
- 15 ottobre - Rodolfo di Sens, conte
- 17 ottobre - Al-Musta'in, califfo arabo
- 16 dicembre - Eberardo del Friuli, marchese
- Guglielmo d'Orléans, nobile franco
- Ranulfo I di Poitiers, conte
- Raoul di Bourges, abate, arcivescovo e santo franco
- Roberto il Forte, nobile franco
- Rorgone II del Maine, conte
- Uberto del Vallese, marchese (n. 820)